# Cele cinci precepte
În budism, morala ("sila") se întemeiază în jurul a 10 precepte ("dasa-sila"). Primele cinci ("panca-sila") sunt destinate a fi respectate tot timpul de către toți budiștii, in timp ce restul sunt cerute ca și obligații doar călugărilor. În perioadele cu semnificație religioasă, un supliment de precepte în exces față de cele cinci, sunt cerute și budiștilor obișnuiți. 